# Dirk Koeleman
Dirk Koeleman (Zuid-Scharwoude, 5 mei 1853 – Dieren, 21 februari 1931) was een Nederlandse burgemeester.
Koeleman was een zoon van Jan Koeleman en Agatha Wijn. Hij huwde op 30 november 1876 te Enkhuizen met Impje Rienderhoff.
Koeleman werd in 1885 benoemd tot burgemeester van Yerseke en bij K.B. van 8 januari 1891 volgde zijn benoeming tot burgemeester van Krommenie. Koeleman werd bij K.B. van 22 november 1893 eervol ontslagen.